# العودة (مسلسل مصري)
العودة مسلسل مصري درامي عرض في 25 نوفمبر 2023

## قصة المسلسل
في إطار درامي ممزوج بالتشويق والإثارة، تدور أحداث المسلسل حول المحامي (آدم)، الذي يعود إلى مدينته بالأقصر بعد غياب سنوات بحثًا عن شقيقه المختفي في ظروف غامضة، حيث يكتشف أن سبب اختفاء شقيقه هو منجم ذهب.

## طاقم التمثيل
- شريف سلامة: (أدم سلطان عوض الله)
- حمزة العيلي: (هاشم سليم الحارث )
- تارا عماد: (كيان سليم الحارث)
- وليد فواز: (فهيم)
- تامر نبيل: (يحي سلطان عوض الله )
- عصام السقا: (حسن اليماني)
- ولاء الشريف: (آية)
- بسنت شوقي: (هناء)
- فتوح أحمد: (علام)
- شاهيستا سعد (سلمي)
- لبنى ونس (ام فهيم)
- عايدة فهمي: (ام حسن اليماني)
- محمد عبد العظيم: (عبد الحميد الواشي)
- أحمد والي: (جمال أبو المجد)
- محمد علي رزق: (عز)
- أحمد عبد الحميد: (ياسر )
- صفاء الطوخي: (ام هاشم الحارث )
- محمد رضوان: (عم صادق)
- رحاب عرفة: (ياسمين سليم الحارث)
- سارة نور: (ندي)
- هالة مرزوق: (رباب)
- عماد صفوت: (دكرورى)
- أميرة حافظ: (ليلى)
- هاجر الشرنوبي: (مروة صادق)
- عزوز عادل: (عادل)
- عبد الرحمن علي: (النقيب أشرف)
- حليم الجندي: (سيد)
- بلال مجدي: (الغفير بلال)
- أيمن الشيوي: (مجدي ابو السعود)
- تامر سعد: (نادر)
- مجدي البحيري: (متولي)

## فريق العمل
- تأليف: أمين جمال
- إخراج: أحمد حسن
- إنتاج: شركة أروما